# Escañuela
Escañuela ist ein südspanischer Ort und eine Gemeinde (municipio) mit insgesamt 902 Einwohnern (Stand: 2024) im Zentrum der Provinz Jaén in der autonomen Region Andalusien. 

## Lage und Klima
Escañuela liegt ca. 38 km (Luftlinie) westnordwestlich der Provinzhauptstadt Jaén in einer Höhe von knapp 315 m. Das Klima im Winter ist gemäßigt, im Sommer dagegen warm bis heiß; die geringen Niederschlagsmengen (ca. 444 mm/Jahr) fallen – mit Ausnahme der nahezu regenlosen Sommermonate – verteilt übers ganze Jahr.

## Bevölkerungsentwicklung
| Jahr      | 1970  | 1980  | 1990  | 2000 | 2010 | 2020 |
| Einwohner | 1.219 | 1.008 | 1.033 | 962  | 982  | 939  |

Die deutliche Bevölkerungsrückgang in der zweiten Hälfte des 20. Jahrhunderts ist im Wesentlichen auf die nahezu ausschließliche Anpflanzung von Olivenbäumen, die damit einhergehende Mechanisierung und den daraus resultierenden  Verlust von Arbeitsplätzen zurückzuführen.

## Sehenswürdigkeiten
- Petri-Ketten-Kirche (Iglesia San Pedro Ad Víncula)
- Rathaus

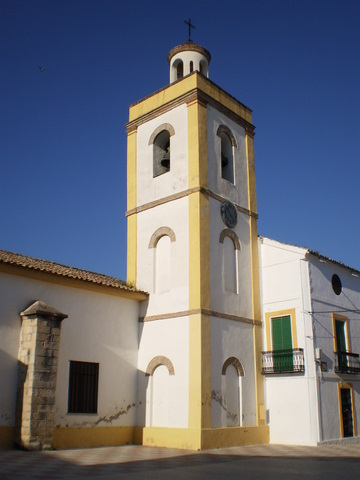
Petri-Ketten-Kirche
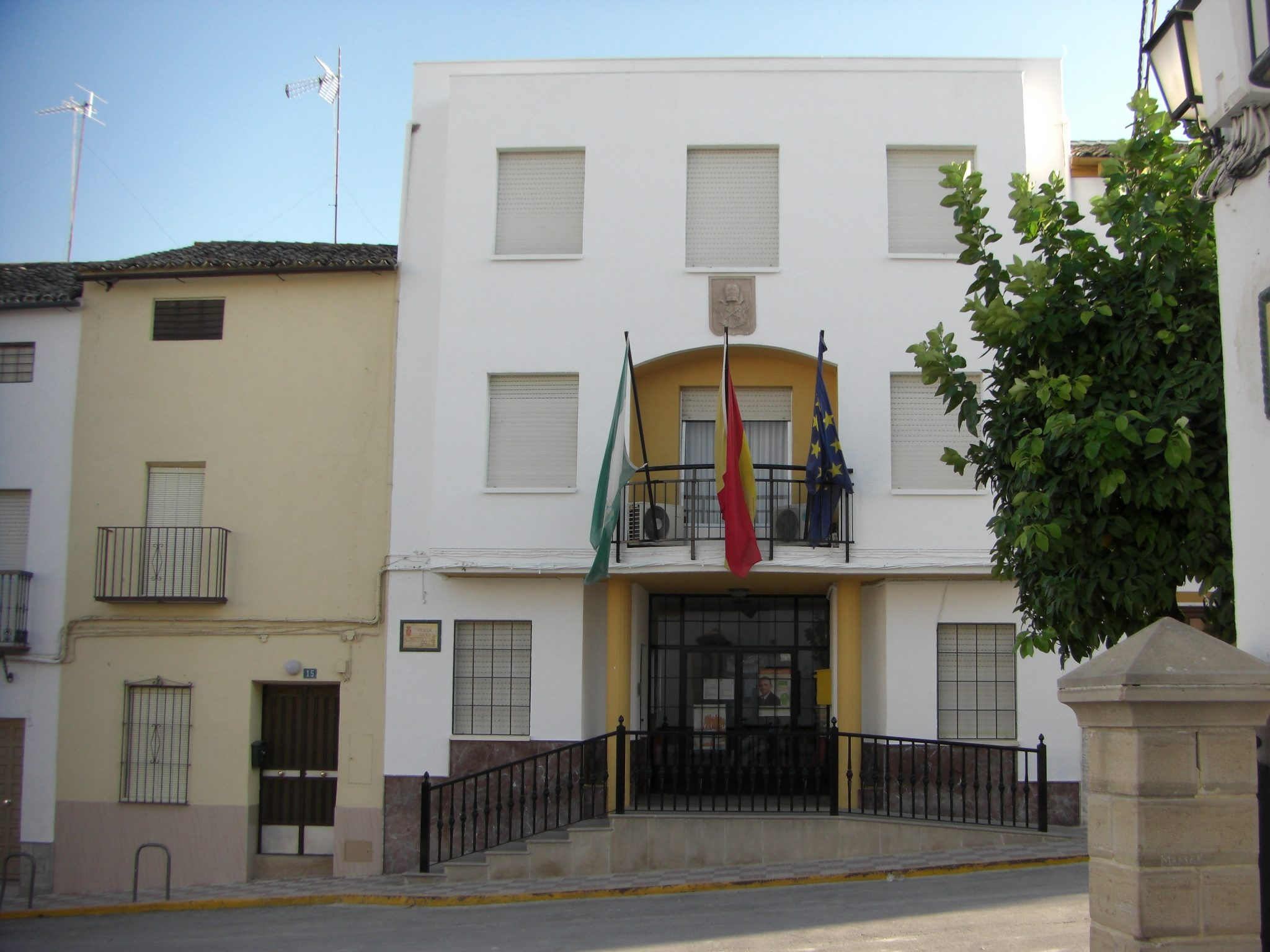
Rathaus